# Syndrome de Parinaud
Pour les articles homonymes, voir Parinaud.
 (octobre 2014).
 Mise en garde médicale
Le syndrome de Parinaud est un syndrome neurologique affectant la motricité oculaire. Il fut décrit en 1883 par l'ophtalmologiste français Henri Parinaud. 

## Description clinique
Il se manifeste par une paralysie de la verticalité du regard, principalement vers le haut. Il s'agit d'une paralysie supra-nucléaire. Les autres signes cliniques parfois rencontrés dans le syndrome de Parinaud sont :
- pseudo-signe d'Argyll Robertson ;
- nystagmus ;
- rétraction des paupières (signe de Collier) ;
- paralysie du nerf oculomoteur ;
- paralysie de la convergence oculaire ;
- œdème papillaire bilatéral.

Ces signes oculaires peuvent être associés aux manifestations en relation avec la cause du syndrome : hydrocéphalie par sténose de l'aqueduc, hémorragie intracrânienne sur malformation artéro-veineuse cérébrale par exemple.

## Causes
La lésion responsable du syndrome est localisée à la calotte pédonculaire, aux tubercules quadrijumeaux ou à la région sous-thalamique.
Les principales causes du syndrome de Parinaud sont :
- les tumeurs cérébrales, notamment celles concernant la glande pinéale (germinomes, pinéalomes) ;
- la sclérose en plaques ;
- certains accidents vasculaires cérébraux ;
- certains traumatismes ;
- des infections parasitaires comme la neurocysticercose ou la toxoplasmose.

## Traitement
Le traitement du syndrome de Parinaud est celui de sa cause.